# Nototriton stuarti
Nototriton stuarti är en groddjursart som beskrevs av David Burton Wake och Campbell 2000. Nototriton stuarti ingår i släktet Nototriton och familjen lunglösa salamandrar. IUCN kategoriserar arten globalt som otillräckligt studerad. Inga underarter finns listade i Catalogue of Life.